# Agathia isogyna
Agathia isogyna là một loài bướm đêm trong họ Geometridae.